# نظام دفع الحساب التراكمي الرقمي
نظام دفع الحساب التراكمي الرقمي وهو أحد أنظمة الدفع الإلكتروني في التجارة الإلكترونية (Electronic Payment Systems). تسمح للمستخدم بالدفع/التسديد كدفعات صغيرة على صفحات الويب حيث يتم تجميعها إلى نهاية فترة معينة، بحيث تمكنه من الشراء على شبكة الإنترنت (online). فهي تقوم بتجزئة السعر إلى أجزاء صغيرة بحيث تسهل عملية الدفع وذلك عن طريق الشيكات أو بطاقة الائتمان.
من خلال هذا النظام يستطيع المتسوقون الحصول على الفاتورة بشكل مريح لهم، مثل فاتورة الهاتف وفاتورة كهرباء وفاتورة الإنترنت وما إلى ذلك. وهي مثالية لشراء الملكية الفكرية على شبكة الإنترنت مثل المقطوعات الموسيقية والألعاب وفصول من الكتب والبحوث والمقالات المنشورة في الصحف، إلخ. مثال على ذلك: Qpass,iPIN, Valista’s PaymentsPlus, Clickshare.